# UFC on ESPN: Вера vs. Сэндхэген
UFC on ESPN: Vera vs. Sandhagen, также известный как UFC on ESPN 43 — турнир по смешанным единоборствам, организованный Ultimate Fighting Championship, который был проведён 25 марта 2023 года на спортивной арене «AT&T Center» в городе Сан-Антонио, штат Техас, США.
В главном бою вечера Кори Сэндхэген победил Марлона Веру раздельным решением судей. В соглавном бою Холли Холм победила Яну Сантус единогласным решением судей.

## Подготовка турнира
Организация вернулась в Сан-Антонио для проведения мероприятия впервые после турнира UFC on ESPN: Дус Анжус vs. Эдвардс в июле 2019 года.

### Главные события турнира
Хоть это и не было официально анонсировано, изначально в качестве заглавного боя организаторы рассматривали бой-реванш в женском легчайшем весе между бывшей претенденткой на титул чемпионки этой весовой категории Ракель Пеннингтон (#2 в рейтинге) и Ирене Альданой (#5 в рейтинге). В первый раз они встречались как раз на турнире UFC on ESPN: Дус Анжус vs. Эдвардс и тогда Пеннингтон выиграла раздельным решением судей. В итоге, по нераскрытым причинам промоушен отказался от планов по организации этого поединка.
В качестве заглавного события турнира был запланирован бой в легчайшем весе, в котором должны встретиться Марлон Вера (#3 рейтинга) и Кори Сэндхэген (#5 рейтинга). Изначально бойцы должны были возглавить UFC Fight Night 219 в феврале этого года, однако по нераскрытым причинам бой был перенесён на текущий турнир.
| Заглавное событие - Легчайший вес | Заглавное событие - Легчайший вес |
| --- | --- |
| Марлон Вера | Кори Сэндхэген |
| MARLON ANDRES VERA DELGADO "Chito" (Чито) 30 лет (02.12.1992) Рост 173 см, размах рук 179 см Место рождения: Чоне, Эквадор Представляет: Чоне, Эквадор "Team Oyama" Дебют в UFC - 15.11.2014 | CORY JAMES SANDHAGEN "The Sandman" (Песочный человек) 30 лет (20.04.1992) Рост 180 см, размах рук 178 см Место рождения: Орора, Колорадо, США Представляет: Орора, Колорадо, США "Elevation Fight Team" Дебют в UFC - 27.01.2018 |
| Последние бои: 13.08.2022, Доминик Крус (#8), KO4 30.04.2022, Роб Фонт (#5), UDEC 06.11.2021, Фрэнки Эдгар (#8), KO3 19.06.2021, Дейви Грант, UDEC 19.12.2020, Жозе Алду (#7), UDEC          | Последние бои: TKO4, Сун Ядун (#10), 17.09.2022 UDEC, Пётр Ян (#1), 30.10.2021 SDEC, Ти Джей Диллашоу, 24.07.2021 KO1, Фрэнки Эдгар (#4), 06.02.2021 KO2, Марлон Мораис (#1), 10.10.2020                                         |

В соглавном бою запланирован бой в женском легчайшем весе, в котором должны встретиться бывшая чемпионка UFC этой весовой категории Холли Холм (#3 рейтинга) и россиянка Яна Сантус (Куницкая) (#6 в рейтинге), которая вернулась к выступлениям после длительного простоя, связанного с декретом и рождением второго ребёнка.

### Изменения карда
Во время организации турнира были анонсированы, но впоследствии отменены следующие поединки:
- Бой в полусреднем весе, в котором должны были встретиться топовые бойцы Шон Брэди (#9  в рейтинге) и Мишел Перейра (#15 в рейтинге).[11] Брэди снялся из-за травмы паха и бой был отменён.[12]
- Бой в полулёгком весе между Алексом Касересом (#15  в рейтинге) и Нейтом Ландвером.[13] Касерес снялся с боя по нераскрытой причине. Ландвер получил нового соперника в лице Остина Линго.[14]
- Бой в женском наилегчайшем весе между Лян На и Броган Уокер.[15] Лян снялась с боя по нераскрытой причине. Уокер была перенесена в кард турнира UFC Fight Night: Павлович vs. Блэйдс, который пройдёт месяцем позже, на бой против Ясмин Лусинду.[16]
- Бой в женском легчайшем весе между Тамирис Видал и дебютанткой Хэйли Коуэн.[17] Видал была снята по медицинским показателям и бой был отменён.[18] Дебют Коуэн в промоушене отменён уже во второй раз и практически сразу был заново перезапланирован уже с новой соперницей на турнире UFC Fight Night: Царукян vs. Мойкану, который состоится через месяц.

На турнире в предварительном карде должен был состояться бой в лёгком весе между Мануэлем Торресом и Треем Огденом. Однако из-за проблем со здоровьем, связанных с неудачной сгонкой веса, Торрес не вышел на взвешивание и бой был отменён.
Бой из главного карда в наилегчайшем весе, в котором должны были встретиться бывший претендент на титул чемпиона UFC в наилегчайшем весе Алекс Перес (#6 в рейтинге) и бывший чемпион Rizin в легчайшем весе Манэл Капе (#9 в рейтинге), был отменён уже после начала турнира. Причиной отмены стал припадок, который случился у Переса на разминке непосредственно перед боем. Медицинские предпосылки припадка не известны, но со слов самого бойца, это не связано со сгонкой веса. После поражения в титульном противостоянии от Дейвисона Фигейреду в конце 2020 года это уже девятая отмена боя у Переса, который с начала 2021 года участвовал только в одном поединке из десяти запланированных.

### Анонсированные бои
| Бой | Весовая категория     | Участники боёв и их статистика в ММА       | Участники боёв и их статистика в ММА | Участники боёв и их статистика в ММА | Участники боёв и их статистика в ММА | Участники боёв и их статистика в ММА | Участники боёв и их статистика в ММА | Участники боёв и их статистика в ММА  | Участники боёв и их статистика в ММА | Участники боёв и их статистика в ММА | Участники боёв и их статистика в ММА | Участники боёв и их статистика в ММА | Участники боёв и их статистика в ММА |
|     |                       | Главный кард (Main Card, ESPN/ESPN+)       |                                      |                                      |                                      |                                      |                                      |                                       |                                      |                                      |                                      |                                      |                                      |
| 1   | Легчайший вес         | Марлон Вера (Marlon Vera)                  | #3                                   | 22-7-1                               | 14-6                                 | +4                                   | vs.                                  | Кори Сэндхэген (Cory Sandhagen)       | #5 (2), exПВ                         | 15-4                                 | 8-3                                  | +1                                   | [ 22 ]                               |
| 2   | Жен. легчайший вес    | Холли Холм (Holly Holm)                    | #3, exЧ                              | 14-6                                 | 7-6                                  | -1                                   | vs.                                  | Яна Сантус (Yana Santos)              | #6 (5)                               | 14-6 (1)                             | 4-3                                  | -1                                   | [ 23 ]                               |
| 3   | Полулёгкий вес        | Нейт Ландвер (Nate Landwehr)               |                                      | 16-4                                 | 3-2                                  | +2                                   | vs.                                  | Остин Линго (Austin Lingo)▲           |                                      | 9-1                                  | 2-1                                  | +2                                   | [ 24 ]                               |
| 4   | Жен. наилегчайший вес | Андреа Ли (Andrea Lee)                     | #11 (6)                              | 13-6                                 | 5-4                                  | -1                                   | vs.                                  | Мэйси Барбер (Maycee Barber)          | #13 (9), CS                          | 11-2                                 | 6-2                                  | +3                                   | [ 25 ]                               |
|     | Наилегчайший вес      | Алекс Перес (Alex Perez)▼                  | #6 (4), exП, CS                      | 24-7                                 | 6-3                                  | -2                                   | vs.                                  | Манэл Капе (Manel Kape)               | #9                                   | 18-6                                 | 3-2                                  | +3                                   | [ 26 ]                               |
| 6   | Средний вес           | Чиди Нжокуани (Chidi Njokuani)             | CS                                   | 22-8 (1)                             | 2-1                                  | -1                                   | vs.                                  | Альберт Дураев (Albert Duraev)        | CS                                   | 15-4                                 | 1-1                                  | -1                                   | [ 27 ]                               |
|     |                       | Предварительный кард (Prelims, ESPN/ESPN+) |                                      |                                      |                                      |                                      |                                      |                                       |                                      |                                      |                                      |                                      |                                      |
| 7   | Полулёгкий вес        | Дэниел Пинеда (Daniel Pineda)              |                                      | 27-14 (3)                            | 4-5 (1)                              | -1                                   | vs.                                  | Такер Латц (Tucker Lutz)              | CS                                   | 12-2                                 | 1-1                                  | -1                                   | [ 28 ]                               |
| 8   | Полулёгкий вес        | Стивен Питерсон (Steven Peterson)          |                                      | 19-10                                | 3-4                                  | -1                                   | vs.                                  | Лукас Алешандер (Lucas Alexander)     |                                      | 7-3                                  | 0-1                                  | -1                                   | [ 29 ]                               |
| 9   | Полусредний вес       | Тревин Джайлз (Trevin Giles)               |                                      | 15-4                                 | 6-4                                  | +1                                   | vs.                                  | Престон Парсонс (Preston Parsons)     | CS                                   | 10-3                                 | 1-1                                  | +1                                   | [ 30 ]                               |
| 10  | Наилегчайший вес      | Си Джей Вергара (CJ Vergara)               | CS                                   | 10-4-1                               | 1-2                                  | -1                                   | vs.                                  | Даниэл да Силва (Daniel da Silva)     |                                      | 11-4                                 | 0-3                                  | -3                                   | [ 31 ]                               |
|     | Лёгкий вес            | Мануэль Торрес (Manuel Torres)▼            | CS                                   | 13-2                                 | 1-0                                  | +4                                   | vs.                                  | Трей Огден (Trey Ogden)               |                                      | 16-5                                 | 1-1                                  | +1                                   | [ 32 ]                               |
| 12  | Наилегчайший вес      | Виктор Альтамирано (Victor Altamirano)     | CS                                   | 11-2                                 | 1-1                                  | +1                                   | vs.                                  | Винисиус Салвадор (Vinicius Salvador) | д, CS                                | 14-4                                 | -                                    | +4                                   | [ 33 ]                               |
|     |                       | Отменённые бои                             |                                      |                                      |                                      |                                      |                                      |                                       |                                      |                                      |                                      |                                      |                                      |
|     | Жен. легчайший вес    | Ракель Пеннингтон (Raquel Pennington)      | #2, TUF                              | 15-8                                 | 12-5                                 | +5                                   | vs.                                  | Ирене Альдана (Irene Aldana)          | #5 (2)                               | 14-6                                 | 7-4                                  | +2                                   | [ 34 ]                               |
|     | Полусредний вес       | Шон Брэди (Sean Brady)▼                    | #9 (7)                               | 15-1                                 | 5-1                                  | -1                                   | vs.                                  | Мишел Перейра (Michel Pereira)        | #15 (14)                             | 28-11 (2)                            | 6-2                                  | +5                                   | [ 35 ]                               |
|     | Полулёгкий вес        | Алекс Касерес (Alex Caceres)▼              | #15 (10), TUF                        | 20-13 (1)                            | 15-11                                | +1                                   | vs.                                  | Нейт Ландвер (Nate Landwehr)          |                                      | 16-4                                 | 3-2                                  | +2                                   | [ 36 ]                               |
|     | Жен. наилегчайший вес | Лян На (Liang Na)▼                         |                                      | 19-6                                 | 0-2                                  | -2                                   | vs.                                  | Броган Уокер (Brogan Walker)          | TUF                                  | 7-3                                  | 0-1                                  | -1                                   | [ 37 ]                               |
|     | Жен. легчайший вес    | Хэйли Коуэн (Hailey Cowan)                 | д, CS                                | 7-2                                  | -                                    | +2                                   | vs.                                  | Тамирис Видал (Tamires Vidal)▼        |                                      | 7-1                                  | 1-0                                  | +6                                   | [ 38 ]                               |

Условные обозначения: #5(1) - текущее (лучшее) место бойца в рейтинге, exЧ(В) - бывший чемпион (временный), exП(В) - бывший претендент на титул чемпиона (временного), exТ(3) - боец входил в рейтинг Топ-15 (лучшее место в рейтинге), д - дебютант, CS - боец участвовал в Претендентской серии Дэйны Уайта, TUF - боец участвовал в The Ultimate Fighter, WEC/SF - боец выступал в WEC или Strikeforce до объединения этих организаций с UFC.

## Церемония взвешивания
Результаты официальной церемонии взвешивания бойцов перед турниром.
| Весовая категория и допустимый лимит в фунтах | Весовая категория и допустимый лимит в фунтах | Участники боёв и их вес в фунтах | Участники боёв и их вес в фунтах | Участники боёв и их вес в фунтах | Участники боёв и их вес в фунтах |
| --------------------------------------------- | --------------------------------------------- | -------------------------------- | -------------------------------- | -------------------------------- | -------------------------------- |
| Легчайший вес                                 | 135 (+1)                                      | Марлон Вера                      | 136                              | Кори Сэндхэген                   | 135,5                            |
| Жен. легчайший вес                            | 135 (+1)                                      | Холли Холм                       | 135,5                            | Яна Сантус                       | 135                              |
| Полулёгкий вес                                | 145 (+1)                                      | Нейт Ландвер                     | 145,5                            | Остин Линго                      | 146                              |
| Жен. наилегчайший вес                         | 125 (+1)                                      | Андреа Ли                        | 126                              | Мэйси Барбер                     | 125,5                            |
| Наилегчайший вес                              | 125 (+1)                                      | Алекс Перес                      | 126                              | Манэл Капе                       | 125,5                            |
| Средний вес                                   | 185 (+1)                                      | Чиди Нжокуани                    | 185                              | Альберт Дураев                   | 186                              |
| Полулёгкий вес                                | 145 (+1)                                      | Дэниел Пинеда                    | 145,5                            | Такер Латц                       | 146                              |
| Полулёгкий вес                                | 145 (+1)                                      | Стивен Питерсон                  | 146                              | Лукас Алешандер                  | 146                              |
| Полусредний вес                               | 170 (+1)                                      | Тревин Джайлз                    | 170,5                            | Престон Парсонс                  | 171                              |
| Наилегчайший вес                              | 125 (+1)                                      | Си Джей Вергара                  | 126                              | Даниэл да Силва                  | 126                              |
| Лёгкий вес                                    | 155 (+1)                                      | Мануэль Торрес                   | *                                | Трей Огден                       | 155                              |
| Наилегчайший вес                              | 125 (+1)                                      | Виктор Альтамирано               | 124,5                            | Винисиус Салвадор                | 126                              |

[*] Из-за проблем со здоровьем у Мануэля Торреса его поединок с Треем Огденом был отменён.

## Результаты турнира
| Бой    | Весовая категория     | Результат боя        | Результат боя      | Результат боя | Результат боя | Результат боя | Результат боя     | Результат боя | Способ победы                              | Раунд | Время | Рефери в ринге    | Примечания         |
|        |                       | Главный кард         |                    |               |               |               |                   |               |                                            |       |       |                   |                    |
| Бой 10 | Легчайший вес         |                      | Кори Сэндхэген     | #5            | поб.          |               | Марлон Вера       | #3            | Раздельное решение (47–48, 50–45, 49–46)   | 5     | 5:00  | Дэн Мираглиотта   |                    |
| Бой 9  | Жен. легчайший вес    |                      | Холли Холм         | #3            | поб.          |               | Яна Сантус        | #6            | Единогласное решение (30–26, 30–27, 30–27) | 3     | 5:00  | Джейкоб Монтальво |                    |
| Бой 8  | Полулёгкий вес        |                      | Нейт Ландвер       |               | поб.          |               | Остин Линго       |               | Сдача, удушающий приём (удушение сзади)    | 2     | 4:11  | Джейсон Херцог    | Выступление вечера |
| Бой 7  | Жен. наилегчайший вес |                      | Мэйси Барбер       | #13           | поб.          |               | Андреа Ли         | #11           | Раздельное решение (28–29, 29–28, 30–27)   | 3     | 5:00  | Керри Хэтли       |                    |
| Бой 6  | Средний вес           |                      | Альберт Дураев     |               | поб.          |               | Чиди Нжокуани     |               | Раздельное решение (28–29, 29–28, 29–28)   | 3     | 5:00  | Керри Хэтли       |                    |
| Бой 5  | Полулёгкий вес        |                      | Дэниел Пинеда      |               | поб.          |               | Такер Латц        |               | Сдача, удушающий приём (гильотина)         | 2     | 2:50  | Джейсон Херцог    | Выступление вечера |
|        |                       | Предварительный кард |                    |               |               |               |                   |               |                                            |       |       |                   |                    |
| Бой 4  | Полулёгкий вес        |                      | Лукас Алешандер    |               | поб.          |               | Стивен Питерсон   |               | Единогласное решение (30–27, 30–27, 30–27) | 3     | 5:00  | Джейкоб Монтальво |                    |
| Бой 3  | Полусредний вес       |                      | Тревин Джайлз      |               | поб.          |               | Престон Парсонс   |               | Раздельное решение (29–28, 28–29, 29–28)   | 3     | 5:00  | Керри Хэтли       |                    |
| Бой 2  | Наилегчайший вес      |                      | Си Джей Вергара    |               | поб.          |               | Даниэл да Силва   |               | Технический нокаут (удары руками)          | 2     | 4:04  | Джейсон Херцог    | Лучший бой вечера  |
| Бой 1  | Наилегчайший вес      |                      | Виктор Альтамирано |               | поб.          |               | Винисиус Салвадор | д             | Единогласное решение (29–28, 29–28, 29–28) | 3     | 5:00  | Керри Хэтли       |                    |

Официальные судейские карточки турнира.

## Награды
Следующие бойцы были удостоены денежного бонуса в $50,000:
- Лучший бой вечера: Си Джей Вергара vs. Дэниэл да Силва
- Выступление вечера: Нейт Ландвер и Дэниел Пинеда